# Сінан Болат
Сінан Болат (тур. Sinan Bolat, нар. 3 вересня 1988, Кайсері) — турецький та бельгійський футболіст, воротар клубу «Гент».
Виступав, зокрема, за клуби «Стандард» (Льєж) та «Антверпен», а також національну збірну Туреччини.

## Клубна кар'єра
Народився 3 вересня 1988 року в місті Кайсері у Туреччині, але в 1993 році, коли Сінану було 5 років, переїхав з родиною до Бельгії, де і розпочав займатись футболом у невеличкому клубі «Зонговен».

#### «Генк»
У 17 років молодий голкіпер перейшов в «Генк». Перед початком сезону 2006/07 Сінан був переведений до основного складу команди. Майже весь чемпіонат він просидів на лавці запасних і лише в матчі останнього 34-го туру, який вже не мав турнірного значення, йому надали шанс проявити себе. Дебют у дорослому футболі вийшов для молодого воротаря не дуже вдалим, він пропустив 3 голи від «Брюсселя» і «Генк» програв з рахунком 1:3.
Наступного сезону основним голкіпером команди залишився Логан Баї. Турецький воротар зіграв лише в чотирьох матчах, причому тільки в двох з них він виходив у стартовому складі і грав всі 90 хвилин. Сезон 2008/09 Сінан Болат також розпочав у «Генку». Однак, за півроку він не провів на полі жодної хвилини. Взимку турка, у якого влітку закінчувався контракт, продали в «Стандард» (Льєж) за 150 тисяч євро.

#### «Стандард» (Льєж)

##### 2008/09
Зі «Стандардом» Болат підписав контракт розрахований на чотири з половиною роки. Молодий голкіпер відразу ж був включений в заявку клубу на Кубок УЄФА. Дебюту за свою нову команду Болат чекав майже 2 місяці і тільки 26 лютого 2009 року головний тренер «Стандарда» Ласло Белені довірив йому місце у воротах. Тоді в матчі-відповіді 1/16 фіналу Кубка УЄФА Сінан відіграв тільки перший тайм, в якому він зберіг свої ворота в недоторканності, після чого в перерві був замінений на основного воротаря Роріса Арагона. Після цього матчу Сінан знову опинився на лаві запасних. Тільки 5 квітня він провів свій дебютний матч за «Стандард» в чемпіонаті Бельгії. Тоді його клуб обіграв «Беєрсхот» з рахунком 3:1. З цього моменту турок став основним воротарем команди. Перед останнім туром у «Стандарда» було 74 очки, стільки ж було і у «Андерлехта». «Андерлехт» впевнено переграв колишній клуб Болата «Генк», а «Стандард» мав провести матч з «Гентом». В самому кінці першого тайму «Стандард» повів у рахунку завдяки голу Акселя Вітселя, другий тайм також проходив без голів, поки на 90-й хвилині «Стандард» не отримав пенальті у свої ворота. Браян Руїс підійшов до точки, але Сінан Болат виручив свою команду і відбив пенальті, в результаті льєзький клуб виграв матч і зрівнявся за очками з «Андерлехтом». Було призначено 2 золотих матчі за чемпіонство. Перший матч завершився нічиєю з рахунком 1:1, а в другому «Стандард» здобув перемогу з мінімальним рахунком завдяки голу Акселя Вітселя з пенальті. Таким чином, «червоні» вдруге поспіль стали чемпіонами Бельгії. Всього у своєму першому сезоні Сінан Болат зіграв у 10-ти матчах, в яких пропустив лише 3 голи.

##### 2009/10
Свій другий сезон в Льєжі Сінан провів в статусі основного голкіпера команди. На початку сезону Сінан виграв ще один трофей, в матчі за Суперкубок «Стандард» обіграв його колишній клуб «Генк» з рахунком 2:0. 16 вересня 2009 року в матчі з лондонським «Арсеналом» голкіпер дебютував у Лізі чемпіонів. У матчі 6-го туру Ліги чемпіонів з АЗ Сінан Болат на 95-й хвилині матчу прибіг на подачу штрафного і забив гол головою. Цей гол приніс його команді третє місце і путівку в Лігу Європи, а сам Болат став першим і наразі єдиним воротарем, що забив гол у матчі Ліги чемпіонів з гри. У Лізі Європи бельгійці пройшли австрійський «Ред Булл» і  грецький «Панатінаїкос», але в чвертьфіналі не змогли подолати німецький «Гамбург». У чемпіонаті «Стандард» виступив не так вдало і зайняв лише 8-е місце.

##### 2010/11
Сезон 2010/11 пройшов для «Стандарда» без єврокубків, що дозволило клубу зосередитися на внутрішніх розіграшах. У матчі 11-го туру чемпіонату Бельгії з «Генком» воротар отримав жовту картку за фол проти Єлле Воссена, а відразу ж за нею і червону картку за розмови з суддею вже на 33-й хвилині матчу. Пропустивши один матч, Сінан Болат повернувся в матчі 13-го туру з «Брюгге». В самому кінці першого тайму голкіпер отримав травму правого коліна, через яку йому довелося пропустити майже весь залишок сезону. Через кілька днів після матчу Болат була проведена операція на коліні. Свій перший матч після травми Сінан Болат провів лише 12 березня 2011 року у 29-му турі чемпіонату проти «Шарлеруа». Незважаючи на відсутність свого основного воротаря «Стандард» вже встиг дістатися до півфіналу Кубка Бельгії. Сінан допоміг своєму клубу в півфіналі пройти «Гент», а фіналі з рахунком 2:0 обіграти «Вестерло». У чемпіонаті клуб посів 6-е місце, щоб взяти участь у плей-оф за чемпіонство. У плей-оф команда виступила вдало і посіла підсумкове 2-е місце, що дозволило в наступному сезоні почати боротьбу з третього раунду Ліги чемпіонів.

##### 2011/12
27 липня 2011 року Болат зіграв свою першу гру в новому сезоні в команді проти «Цюриха» в рамках кваліфікації Ліги чемпіонів УЄФА. Команда несподівано не пройшла швейцарський бар'єр (1:1, 0:1) і вилетіла до Ліги Європи УЄФА. У цьому команді бельгійці зуміли дійти до 1/8 фіналу, де поступились німецькій команді «Ганновер 96». Сінан Болат у сезоні 2011/12 років зіграв 49 матчів, пропустив 56 голів і залишив ворота «сухими» у 17 матчах.

##### 2012/13
Перед сезоном 2012/13 Болат зазнав травму колінних зв'язок і не міг грати до перерви. В результаті клуб придбав на заміну турки японського воротаря Ейдзі Кавасіму, який швидко став основним. Після повернення на поле Сінан не зумів повернути собі місце у воротах і не зіграв до кінця сезону жодної гри, після чого на правах вільного агента покинув клуб.

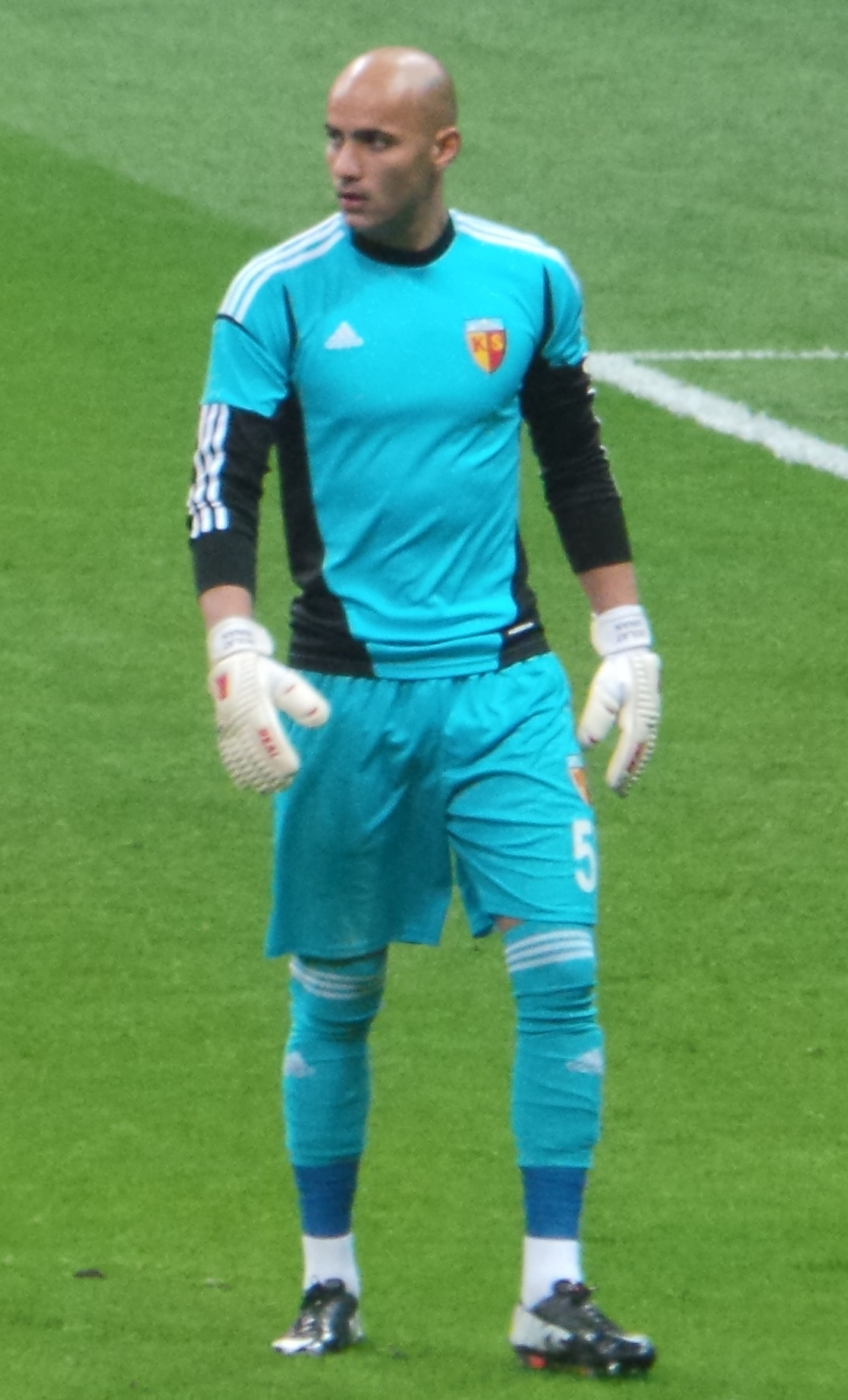
Сінан Болат під час виступів за «Кайсеріспор». 22 березня 2014 року.

### «Порту» та оренди
Влітку 2013 року перейшов у португальський клуб «Порту», підписавши п'ятирічний контракт. Втім витіснити з основи легенду клубу Елтона Болат не зумів, виступаючи лише за резервну команду у Сегунді. Тому в січні 2014 року його було віддано в оренду на решту сезону в «Кайсеріспор» з рідного міста Болат. Там він зіграв у 14 матчах Суперліги та пропустив 23 м'ячі. Наприкінці сезону «Кайсеріспор» вилетів з вищого дивізіону і не підписав контракту з Сінаном Болатом.
Натомість сезон 2014/15 Болат провів в оренді в «Галатасараї», вигравши «золотий дубль», втім основним воротарем не був, програвши конкуренцію Фернандо Муслері, виходячи на поле здебільшого у кубку. Не основним Сінан був і «Брюгге», де провів в оренді наступний сезон 2015/16, ставши чемпіоном Бельгії.
На сезон 2016/17 Болат знову був відданий в оренду, цього разу португальському клубу «Насьонал» (Фуншал), який виступав у Прімейрі, вищій португальській лізі. Втім до кінця січня 2017 року Болат так і не зіграв жодну гру за клуб і в кінці січня 2017 року цю оренду було скасовано, а другу частину сезону турок провів в іншій португальській команді «Ароука», яка також грала у Прімейрі. Там Болат зіграв у 13 з 15 ігор, але команда посіла передостаннє місце і вилетіла з еліти.

### «Антверпен»
Влітку 2017 року Болат став гравцем «Антверпена», де швидко став основним воротарем. За три сезони відіграв за команду з Антверпена 104 матчі в національному чемпіонаті.

### «Гент»
Наприкінці серпня 2020 року голкіпер, чий контракт з «Антверпеном» закінчився, став гравцем «Гента», що саме шукав заміну Томасу Камінскі, своєму основному воротарю попереднього сезону, який перебрався до англійського «Блекберн Роверз».

## Виступи за збірні

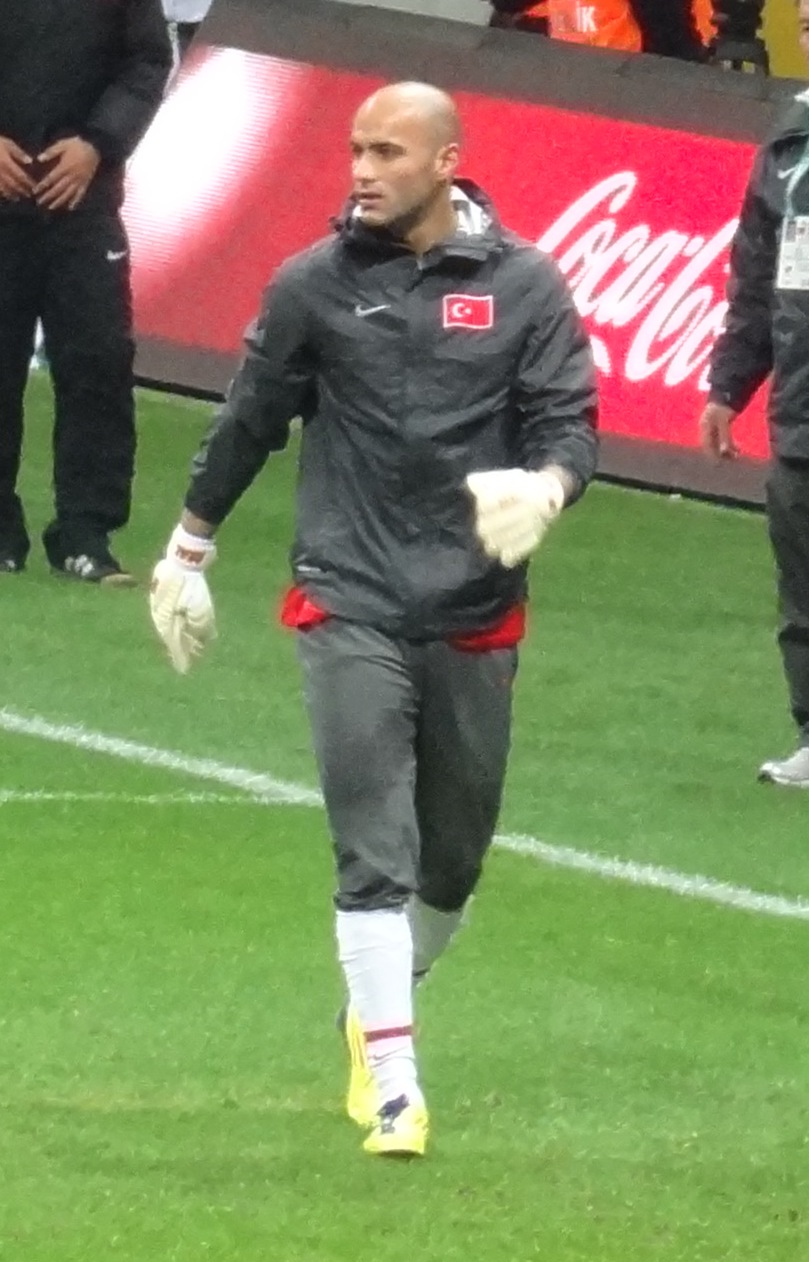
Сінан Болат у складі збірної Туреччини. 11 листопада 2011 року.

Болат провів 3 матчі за юнацьку збірну Бельгії до 17 років, проведених у відбірковому турнірі до чемпіонату Європи 2005 року, і 7 матчів за збірну Бельгії до 19 років. Однак, на рівні молодіжних збірних Сінан вирішив захищати кольори збірної Туреччини, за яку в 2009 році він зіграв 2 матчі. Ще в 2008 році Сінан був у заявці молодіжної збірної Туреччини на Турнір в Тулоні, проте всі 3 матчі своєї збірної він просидів на лавці запасних.
Свій перший виклик до національної збірної Туреччини Сінан отримав у червні 2009 року на матч проти збірної Азербайджану. У тому матчі він так і не вийшов на поле. Незабаром Сінан став отримувати виклики на матчі відбіркового турніру до чемпіонату світу 2010 року і відбіркового турніру чемпіонату Європи 2012 року. Але свій перший матч за збірну Сінан зіграв лише 10 серпня 2011 року проти збірної Естонії, який завершився розгромною перемогою турків з рахунком 3:0.
Через два місяці, 11 жовтня, головний тренер збірної Туреччини Гус Гіддінк випустив Сінана в стартовому складі в останньому матчі відбіркового турніру чемпіонату Європи 2012 року зі збірною Азербайджану. Болат знову не пропустив голів і його збірна виграла з рахунком 1:0, завоювавши місце в стикових матчах. У стикових матчах турки потрапили на збірну Хорватії. У першому матчі в Стамбулі ворота захищав Волкан Демірел і збірна Туреччини програла з рахунком 0:3. У матчі-відповіді Гіддінк довірив місце у воротах Сінану і він знову не пропустив голів. Однак, матч закінчився з рахунком 0:0, що не дозволило туркам вийти у фінальну стадію.

## Статистика виступів

### Статистика виступів за збірну
| Дата       | Місто          | Господарі | Результат | Гості                | Турнір                               | Голи | Примітки |
| ---------- | -------------- | --------- | --------- | -------------------- | ------------------------------------ | ---- | -------- |
| 10-8-2011  | Стамбул        | Туреччина | 3 – 0     | Естонія              | товариський матч                     | -    |          |
| 11-10-2011 | Стамбул        | Туреччина | 1 – 0     | Азербайджан          | Відбір до ЧЄ 2012                    | -    |          |
| 15-11-2011 | Загреб         | Хорватія  | 0 – 0     | Туреччина            | Відбір до ЧЄ 2012                    | -    |          |
| 29-2-2012  | Бурса (місто)  | Туреччина | 1 – 2     | Словаччина           | товариський матч                     | -2   |          |
| 28-5-2013  | Дуйсбург       | Туреччина | 3 – 3     | Латвія               | товариський матч                     | -1   | 46'      |
| 31-5-2013  | Білефельд      | Туреччина | 0 – 2     | Словенія             | товариський матч                     | -2   |          |
| 10-9-2018  | Стокгольм      | Швеція    | 2 – 3     | Туреччина            | Ліга націй УЄФА 2018-2019 - 1-й етап | -2   |          |
| 11-10-2018 | Ризе           | Туреччина | 0 – 0     | Боснія і Герцеговина | товариський матч                     | -    |          |
| 14-10-2018 | Сочі           | Росія     | 2 – 0     | Туреччина            | Ліга націй УЄФА 2018-2019 - 1-й етап | -2   |          |
| 17-11-2018 | Конья          | Туреччина | 0 – 1     | Швеція               | Ліга націй УЄФА 2018-2019 - 1-й етап | -1   |          |
| 20-11-2018 | Анталія        | Туреччина | 0 – 0     | Україна              | товариський матч                     | -    |          |
| 2-6-2019   | Аланія (місто) | Туреччина | 2 – 0     | Узбекистан           | товариський матч                     | -    |          |
| Усього     |                | Матчів    | 12        |                      | Голів                                | -10  |          |

## Титули і досягнення
- Чемпіон Бельгії (2):

«Стандард» (Льєж): 2008–09
«Брюгге»: 2015–16
- Володар Кубка Бельгії (2):

«Стандард» (Льєж): 2010–11
«Гент»: 2021–22
- Володар Суперкубка Бельгії (2):

«Стандард» (Льєж): 2009
- Чемпіон Туреччини (2):

«Галатасарай»: 2014–15
- Володар Кубка Туреччини (2):

«Галатасарай»: 2014–15